# Sant Miquel de Cruïlles
|  | Per a altres significats, vegeu «Monestir de Sant Miquel de Cruïlles». |

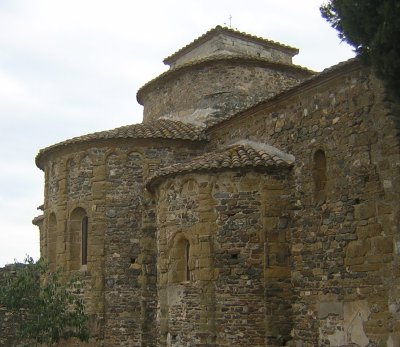
Monestir de Sant Miquel de Cruïlles

Sant Miquel de Cruïlles és un veïnat al municipi de Cruïlles, Monells i Sant Sadurní de l'Heura, comarca del Baix Empordà. És a 4 km de la Bisbal d'Empordà per la carretera GI-664, que condueix cap a Cassà de la Selva. Hi destaca el monestir de Sant Miquel de Cruïlles, actualment en ruïnes, on el 2009 es van descobrir unes pintures del segle xiii.